# Мавзолей туркменських емірів

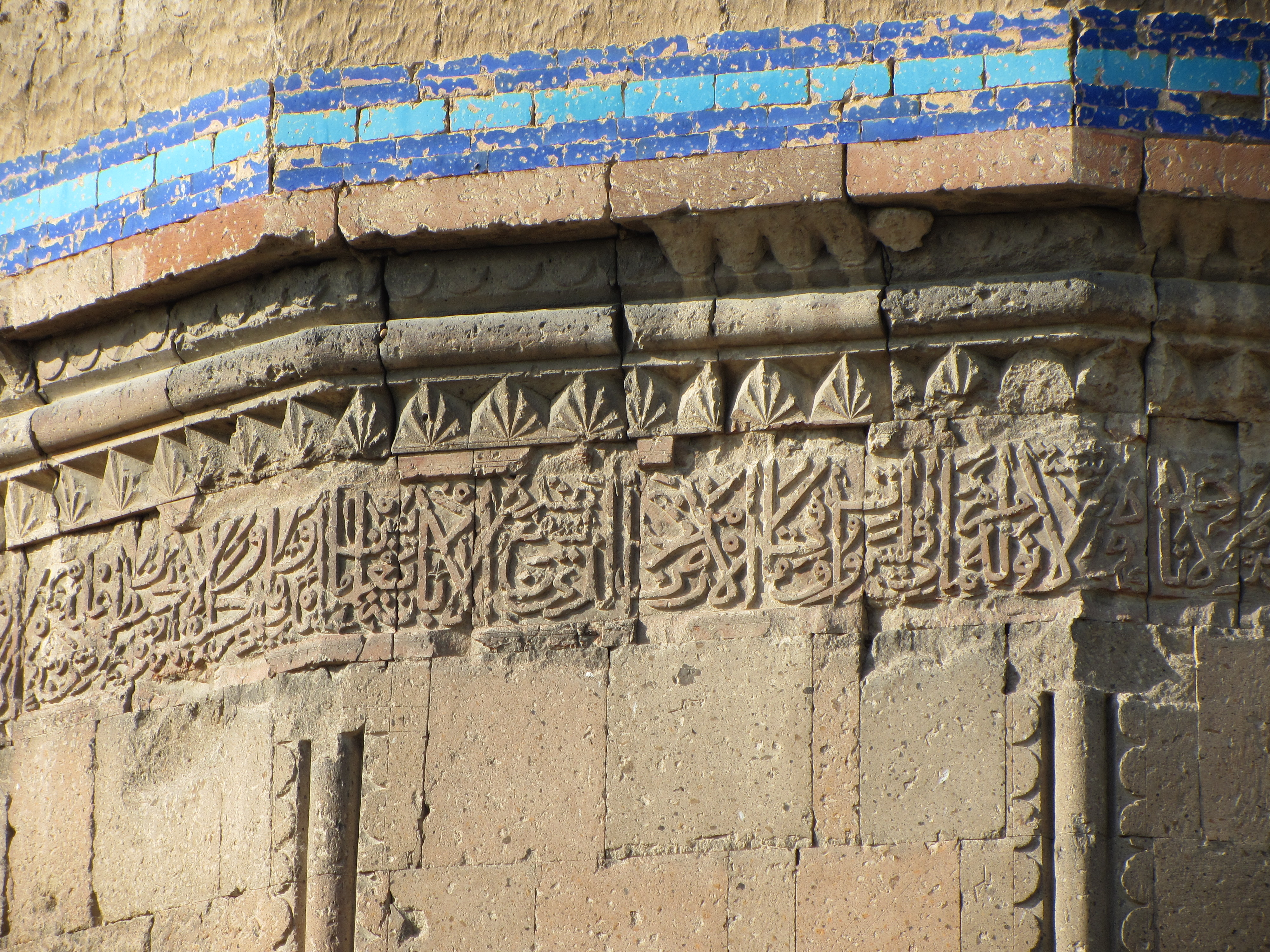
Гробниця Аргаванде, фрагмент напису арабською мовою

Мавзолей туркменських емірів — туркоманський мавзолей, споруджений у 1413 році за правління з 1411 року Пір-Хусейна, сина Еміра Саада з династії Кара-Коюнлу в Чухур-Саадському вілаєті (за іншими даними за часів самого Емір Сааді) у Східній Вірменії. Розташований мавзолей в селі Аргаванд (колишній Джафарабад), за 8 км на захід від Єревана, по дорозі, що веде до Ечміадзіна.

## Охорона
У період радянського панування гробницю як архітектурну пам'ятку було взято на облік Державним комітетом у справах будівництва та архітектури при Раді Міністрів Вірменської РСР. Однак вона не привернула уваги археологів, і довгий час напис арабською мовою, що був на ній, не було прочитано та опубліковано.

## Сучасна історія
У грудні 2012 року мавзолей у рамках офіційного візиту до Вірменії відвідав Президент Туркменістану Гурбангули Бердимухамедов. Було запропоновано спільними зусиллями реставрувати пам'ятник і відновити його купол. В червні 2013 року був представлений проект реставраційних робіт на мавзолеї.
20 лютого 2015 року почалася реконструкція і ремонт мавзолею вірменською будівельною компанією на замовлення міністерства культури Вірменії. Між міністерством культури Вірменії та міністерством культури Туркменістану є домовленість: Туркменія зі свого боку буде ремонтувати вірменську церкву на території Туркменістану.